# Barbus eutaenia
Barbus eutaenia е вид лъчеперка от семейство Шаранови (Cyprinidae).

## Разпространение и местообитание
Видът е разпространен в Ангола, Ботсвана, Демократична република Конго, Замбия, Зимбабве, Малави, Мозамбик, Намибия, Свазиленд и Южна Африка.
Обитава сладководни басейни, реки, потоци и канали.

## Описание
На дължина достигат до 14 cm.